# الحملة الصليبية السادسة
بدأت الحملة الصليبية السادسة عام 1228 كمحاولة لإعادة السيطرة على القدس. بدأت بعد سبع سنوات فقط من فشل الحملة الصليبية الخامسة بعد أن استطاع ملك مصر - الكامل إيقاف الصليبيين وإفشال حملتهم في الشرق.
بعد مرور أقل من 10 سنوات من نهاية الحملة الصليبية الخامسة بدأت الحملة الصليبية السادسة التي ترأسها الإمبراطور فريدريك الثاني هوهنشتاوفن الألماني الذي نذر النذر الصليبي للحملة السابقة ولم يفِ به حينها، وأراد الإمبراطور أن يحقق مقاصده دون أن يسحب سيفه من غمده، فتزوج في صيف 1225 من ابنة ملك القدس يوحنا دي بريان (يولاندي والمعروفة أيضًا باسم إيزابيلا) وتزوج كذلك من ماريا من مونتفيرات، وأخذ يطالب بعرش مملكة زالت من الوجود، ودخل في مفاوضات مع السلطان الكامل بدمشق، الأمر الذي أثار غضب روما، وقيّم البابا مسلك فريدريك الثاني بكل قساوة واتهمه بإهمال «قضية الرب» بل أنه هدده بالحرم من الكنيسة وفرض غرامة مقدارها 100 ألف أوقية من الذهب إذا لم تقم الحملة الصليبية في آخر المطاف، وقد أرجئ البدء بها إلى اغسطس 1227 ـ وبدأ فريدريك الثاني ببناء السفن واستأنفت روما في الدعوة إلى الحرب المقدسة ولكن الدعوات قوبلت باللامبالاة ولو أراد فريدريك لما استطاع أن يجمع في الوقت المعين ما يكفي من الناس لأجل بعثة ما وراء البحار، وفي هذه الأثناء، وقبل خمسة أشهر من الموعد المعين توفي البابا اونوريوس الثالث.
في صيف 1227 تجمع بضع عشرات من الآلاف من المجندين، معظمهم من ألمانيا والبقية من فرنسا وإنجلترا وإيطاليا في معسكر قرب برنديزي والبعض الآخر أبحر إلى صقلية، ولكن الأمراض وقلة المؤَن ومرض فريدريك الثاني أدى إلى إرجاء الحملة، ولكن البابا الجديد غريغوريوس التاسع حرم فريدريك الثاني من الكنيسة، وتشفياً بالبابا أبحر الإمبراطور إلى سوريا في صيف 1228، فكان من البابا أن منع الحملة الصليبية ووصف فريدريك بأنه قرصان وبأنه يريد سرقة مملكة القدس، فكانت أول حملة صليبية لا يباركها البابا، ولكن فريدريك الثاني لم يأبه فاستولى على قبرص ووصل إلى عكا، حيث بدء المفاوضات مع السلطان الكامل أسفرت في فبراير 1229 عن صلح لمدة 10 سنوات تنازل بمقابله السلطان عن القدس باستثناء منطقة الحرم، وبيت لحم والناصرة وجميع القرى المؤدية إلى القدس، وقسم من دائرة صيدا وطورون (تبنين حاليًا)، وعزز الإمبراطور الألماني بعض الحصون والقلاع وأعاد تنظيمها، ووقّع مع مصر عدّة إتفاقيات تجارية، وتعهد فريدريك الثاني بمساعدة السلطان ضد أعدائه أياً كانوا، مسلمين أم مسيحيين وضَمِنَ عدم تلقي القلاع الباقية خارج سيطرته أية مساعدة من أي مكان.
في 18 مارس 1228 توّج فريدريك الثاني نفسه بنفسه في كنيسة القيامة، فقد رفض رجال الدين تتويج الإمبراطور المحروم من الكنيسة، وفرضت البابوية منعًا لممارسة الطقوس الدينية في القدس، ودفع البابا مواليه إلى ممتلكات فريدريك في إيطاليا، فأسرع فريدريك إلى المغادرة ونشب صراع مسلح ضد الحبر الأعظم، وألحق الهزيمة بالبابا؛ وفي سنة 1230 ألغى البابا الحظر عن فريدريك وصادق في السنة التالية على معاهداته مع السلطان الكامل في دمشق ومع المسلمين.